# KA에스마 문고

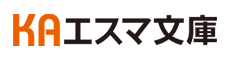

KA 에스마 문고(KAエスマ文庫)는 교토 애니메이션이 2011년부터 발행하는 라이트 노벨의 문고 레이블이다.
에스마(esuma)는 이탈리아어로 발굴하다, 발견하다 정도의 의미를 가지고 있는 단어이다.

## 개요
제1탄은 2011년 6월 1일에 발매된 《중2병이라도 사랑이 하고 싶어!》와 《저녁놀 등대의 비밀》.
《중2병이라도 사랑이 하고 싶어!》 제1회 교토 애니메이션 대상 장려상 수상작이다. 《저녁놀 등대의 비밀》은 교토 애니메이션의 웹 매거진 쿄애니BON!의 연재 작품이다.
교토 애니메이션 작품의 굿즈를 취급하는 직영의 「쿄애니 숍!」의 점포 및 온라인 스토어, 일부 교토 애니메이션 굿즈 취급점 애니메이트 점포, 분쿄도 등의 일부 서점에서 구입 및 주문이 가능하다.

### 내력
- 2009년 10월 2일 - 제1회 교토 애니메이션 대상을 개최.
- 2010년
  - 4월 22일 (?) - 제1회 교토 애니메이션 대상 결과 발표. 소설 부문에서 《중2병이라도 사랑이 하고 싶어!》, 《저택과 코페리아》 외, 전 5작이 장려상을 수상.
  - 12월 31일 (?) - 《중2병이라도 사랑이 하고 싶어!》의 문고화가 결정.
- 2011년
  - 1월 21일 - 《중2병이라도 사랑이 하고 싶어!》의 공식 사이트가 공개.
  - 3월 9일 - 《저녁놀 등대의 비밀》공식 사이트 공개.
  - 5월 25일 - 《중2병이라도 사랑이 하고 싶어!》와 《저녁놀 등대의 비밀》의 발매일이 6월 1일에결정[1].
  - 6월 1일 - 《중2병이라도 사랑이 하고 싶어!》, 《저녁놀 등대의 비밀》이 발매[2].
  - 8월 26일 - 12월에 KA에스마 문고 제2탄(이)가 3작품 발매 예정과 발표.
  - 9월 16일 - KA에스마 문고 편집부의 공식Twitter가 개시.
  - 9월 22일 - 《저택과 코페리아》의 공식 사이트 공개.
  - 10월 28일 - 《중2병이라도 사랑이 하고 싶어!》제2권 발매 결정.
  - 12월 28일 - KA에스마 문고 제2탄이 2작품 발매. 《중2병이라도 사랑이 하고 싶어!》의 애니메이션 화가 발표. 《중2병이라도 사랑이 하고 싶어!》 제2권과 《저택과 코페리아》가 발매.
- 2012년
  - 5월 21일]] - 애니메이션 빙과의 CM에서 《경계의 저편》의 애니메이션 영상 흐른다.
  - 6월 9일]] - 《경계의 저편》이 발매.
  - 10월 - 처음 TV 애니메이션 작품인 《중2병이라도 사랑이 하고 싶어!》가 개시.
- 2013년
  - 4월 3일 - 《경계의 저편》의 애니메이션 화가 발표.
  - 4월 8일 - 《타마코 마켓》과 《경계의 저편》제2권이 발매.
  - 6월 14일 - TV 애니메이션 《Free!》의 원안 《하이☆스피드!》발매 결정.
  - 10월 2일 - 《경계의 저편》제3권이 발매.
  - 12월 20일 - 제4회 교토 애니메이션 대상 소설 부문 장려상 수상 작품 《무채한의 팬텀 월드》 발매.
- 2014년
  - 3월 17일 - 《중2병이라도 사랑이 하고 싶어!》제3권 발매 결정.
  - 7월 2일 -《타마코 러브스토리》와 《하이☆스피드!》 제2권이 발매.
- 2015년
  - 10월 30일 - 《무채한의 팬텀 월드》 제2권과 《로봇 하트 업데이트 산타클로스의 친구》가 발매.
  - 12월 25일 - 《바이올렛 에버가든》 상(上)권이 발매.
- 2016년
  - 《무채한의 팬텀 월드》 제3권이 발매.